# ملکه و من (مجموعه تلویزیونی)
ملکه و من یا مرد ملکه این‌هیون  (کره‌ای: 인현왕후의 남자; لاتین‌نویسی اصلاح‌شده: In Hyeon-wanghu-ui Namja) یک مجموعهٔ تلویزیونی کره جنوبی سال ۲۰۱۲ با بازی یو این نا، جی هیون کک و کیم جین وو است. ملکه و من از ۱۸ آوریل تا ۷ ژوئن ۲۰۱۲، روزهای چهارشنبه و پنجشنبه ساعت ۲۳:۰۰ (کی‌اس‌تی) از  تی‌وی‌ان برای ۱۶ قسمت پخش شد.

## خلاصه داستان
داستان این مجموعه حول محور بازیگری ناشناخته به نام چوی هی-جین (با بازی یو این-نا) نخستین کار او به عنوان نقش اول زن درنقش ملکه این‌هیون می‌چرخد که عاشق کیم بونگ-دو (با بازی جی هیون-وو) می‌شود که او یک محقق مسافر در زمان از دوران چوسان (۱۳۹۲–۱۹۱۰) است که به ۳۰۰ سال بعد در آینده، در قرن بیست و یکم سفر می‌کند.

## بازیگران

### بازیگران اصلی
- جی هیون وو درنقش کیم بونگ-دو
- یو این نا درنقش چوی هی-جین
- کیم جین وو درنقش هان دونگ-مین (دوست پسر سابق هی-جین)
- گا دوک هی درنقش جو سو-کیونگ (دوست و مدیر برنامه هی-جین)

### بازیگران پشتیبان
- جین یه سول درنقش یون-وول
- اوم هیو سوپ درنقش وزیر مین آم
- لی کوان هون درنقش جا-سو
- جی نام هیوک درنقش هان-دونگ
- پارک یونگ رین درنقش یون نا-جونگ (رقیب هی-جین)
- جو دال هوان درنقش چون-سو
- سو وو جین درنقش پادشاه سوک‌جونگ
- کیم هه این درنقش ملکه این‌هیون
- چوی وو ری درنقش جانگ  هی‌بین
- کیم وون ‌هه درنقش ندیم هونگ نا-گوان (پیشخدمت پادشاه سوک‌جونگ)
- کیم کیول درنقش یانگ-میونگ
- اوه هی جون درنقش سرباز افسر هانگ
- یانگ جائه جی
- پارک پال یانگ
- سو هو چول

## جوایز و نامزدی‌ها
| سال  | مراسم جوایز                | دسته‌بندی            | گیرنده    | نتیجه    |
| ---- | -------------------------- | ------------------- | --------- | -------- |
| ۲۰۱۲ | اولین جوایز کی-دراما استار | ستارهٔ در حال پیشرفت | یو این-نا | برنده    |
| ۲۰۱۶ | جوایز تی‌وی‌ان۱۰             | ملکهٔ کمدی-رمانتیک   | یو این-نا | نامزدشده |